# Regstrup
 "Jernløse" omdirigeres hertil. For kommunen, se Jernløse Kommune.
Regstrup er en lille stationsby på Nordvestsjælland med 2.051 indbyggere  (2024), beliggende i Nørre Jernløse Sogn. Byen ligger i Holbæk Kommune og tilhører Region Sjælland.
Regstrup er station på Nordvestbanen og passeres af Kalundborgmotorvejen.